# Massoteres
Massoteres és un municipi de la comarca de la Segarra, situat al centre de la meitat nord de la comarca.
Limita al nord amb els termes municipals de Torrefeta i Florejacs, Sanaüja, Biosca i Torà, Talteüll (de ponent a llevant). A llevant, limita, de nord a sud, amb Torà i Sant Guim de la Plana, i a ponent, amb Sant Guim de la Plana, Guissona, i altre cop Torrefeta i Florejacs. La forma de triangle que té aquest terme municipal fa que el front sud sigui la punxa del triangle, que queda inserida en el terme de Sant Guim de la Plana.
En el moment que es creï la comarca de l'Alta Segarra, com reivindiquen els ajuntaments que hi pertanyerien, Sanaüja, Biosca i Torà en passarien a formar part, per la qual cosa Massoteres quedaria com a límit nord de la comarca de la Segarra.

## Etimologia
L'origen del topònim és incert. Documentat ja al segle xi, sota la forma de Maçoteras, llatinitzada, hi ha qui hi vol veure l'ètim àrab "mazal", que significa "alberg" o "hostal" a la primera part del nom. No es pot descartar del tot, però cal tenir en compte que tots els pobles que s'ha comprovat que tenen un nom que vingui d'aquella paraula àrab mantenen com a segona vocal una a (Massalió, Massalcoreig, Massalfassar, Massanassa...).
Donada la importància jueva de Torà a la zona, no és descartable la possibilitat que la paraula "Massoteres" fos un producte dislèxic de "Mesoretes", els successors dels escribes encarregats de fer còpies fidedignes del Pentateuc. "Masoret" vol dir literalment en hebreu "tradició" i entre els segles XIII i X, a Catalunya varen començar a anomenar-se també "messoretes" els personatges responsables de conduir la lectura de la Torà en els pobles jueus de Catalunya. No és tampoc perquè sí que el poble de Torà té aquest nom; va ser centre jueu de primer ordre al Principat, i escollit pel fet de ser el centre geogràfic de Catalunya (per als mitjans de l'època; avui és sabut que veritablement el centre és a Pinós, ben a prop de Torà).

## Geografia
- Llista de topònims de Massoteres (Orografia: muntanyes, serres, collades, indrets..; hidrografia: rius, fonts...; edificis: cases, masies, esglésies, etc)

Massoteres i els altres pobles que formen el municipi pertanyen a la plana de Guissona. A més, el poble de Massoteres és només a dos quilòmetres.
Els altres pobles que formen el municipi, amb els quals ha compartit unitat administrativa i parroquial des de molt antic, són Palou de Torà, comunament anomenat Palouet i en algunes èpoques Palou de Massoteres, i Talteüll. A més, conté antics termes, ara masies, com Espona, i masies amb cert aspecte de poble agrupat, com, sobretot, Cornudella, a més del Mas de Farell, les Pletes i alguna altra.
| Entitat de població | Habitants (2023) |
| Massoteres          | 173              |
| Palouet             | 34               |
| Talteüll            | 11               |
| Font: Idescat       |                  |

Per tot el terme hi ha repartides unes quantes masies, la major part habitades i en ús com a explotació agrària o ramadera, com ara les Cabanes i la Torreta prop de Massoteres (a més de les ja esmentades de Cornudella i el Mas de Farell), el Mas d'en Torres, Senillosa, Solibernat, que té capella, dedicada a la Mare de Déu del Roser i la Torreta (a més de les ja esmentades d'Espona i les Pletes) prop de Palouet, i la Caseta, Cal Codina, lo Corralot, el Mas de les Mates i la Masuca pel costat de Talteüll. Nombroses cabanes, pallisses i coberts completen les construccions que es poden veure en el terme. Tanmateix, alguna de les masies històriques del terme, com Solibernat, fa anys que romanen deshabitades i rònegues.
La Casa del comú del municipi de Massoteres (de vegades esmentat com a Massoteres, Palouet i Talteüll) havia estat en una posició central dins del terme: al costat del santuari de la Mare de Déu de Camp-real, a mig camí entre Massoteres i Talteüll, i al peu d'una carretera local que també va a enllaçar amb Palouet, que queda més allunyat. Actualment, però, és en el mateix nucli urbà de Massoteres, al número 1 del carrer de la Font.
L'església parroquial del terme, que pertany al bisbat de Solsona, en un origen era la de Sant Jaume de Talteüll, de la mateixa manera que el castell de Talteüll era el senyoriu del qual depenia tot el terme. Amb el pas del temps, però, els papers han anat canviant, i tant Sant Jaume de Palou de Torà com Sant Salvador de Massoteres han adquirit rang de parròquia, mentre que Talteüll ha quedat com a sufragània de Palouet. Tanmateix, des de darreries del segle xx cap de les dues parròquies, ni la sufragània, no té adscrit capellà en exclusivitat, i són menades pel rector de Torà, que resideix en aquella població.
El terme és aparentment pla, però dins de la Segarra, és dels que presenta ondulacions més ostensibles, que fan que els diferents pobles i masies que el formen quedin poc a la vista des de les carreteres que solquen el terme, i des d'ells mateixos, un de l'altre. Tot el costat nord del municipi segueix la vall del Llobregós: la mateixa llera del riu fa de límit municipal. Aquest riu, que es forma per la unió de diversos torrents a Enfesta, del terme de Castellfollit de Riubregós, va abocar-se en el Segre a Ponts. És un riu, per tant, d'un recorregut força llarg i, en canvi, de poc desnivell, per la qual cosa discorre per les planes segarrenques i noguerenques en un traçat molt sinuós. Entra en el terme a 417 m. alt., i en surt a 398. I això en una distpancia de poc més de 5 quilòmetres...
El poble de Palou de Torà, a Palouet, és en una vall subsidiària del Llobregós: la del Torrent de Palou, que va a unir-se al riu principal a mig camí entre Palouet i Talteüll. El Torrent de Palou rep alguns altres torrents més petits, entre els quals destaquen l'anomenat la Rasa, que ve de Vicfred i, de fet, n'és l'origen, i la Rasa Llobina poc abans d'aiguavessar en el Llobregós. Aquest torrent en té un altre de paral·lel, la Riera dels Horts, que s'hi uneix al nord del poble; entre el torrent i la riera esmentats es troba, en una suau carena, el poble de Palou de Torà, a 495 m. alt.
Aquest torrent discorre de sud-est a nord-oest, i deixa entre ell i el Llobregós tota una zona, pertanyent també a Palouet, per on baixen alguns torrents directament cap al Llobregós, deixant unes valls ben marcades, sobretot en el tram final, que contenen paratges d'interès. Són els torrents que hi ha a la banda de Solibernat i Senillosa, sobretot. En aquest punt aquests torrents conformen unes serretes d'una certa presència paisatgística, com la Costa de Sant Domènec, que té al Guixar el seu punt més alt, de 518 m. alt., o la serra que tanca el terme municipal pel nord-est, a migdia de Solibernat, que assoleix els 572 m. alt.
Al sud-oest de Palou de Torà hi ha unes altres costes, força pronunciades, que tanquen la seva vall: les Costes de Palou, que assoleixen els 630 m. alt. (punt més alt del municipi), i el Tossal de la Vella, de 601.
Aquestes costes cap a ponent formen un altiplà que davalla suaument fins als 550 metres a l'extrem nord, però que es manté força pla a la resta, i forma el triangle inferior del terme municipal: el Pla de les Quadres, que fa un entrant bastant profund en el terme de Sant Guim de la Plana, just enmig dels dos principals nuclis de població d'aquest terme: Sant Guim i Vicfred. La continuïtat cap al nord-oest d'aquest pla, davallant sempre suaument, inclou la plana on es troba Massoteres, que és a 500 metres d'altitud.
Aquest pla està tancat pel Serrat del Mig, al nord, a prop del Mas de Farell i de Cornudella, i altres carenes paral·leles, que assoleixen el punt més alt, just al límit del terme municipal, en els 544 m. alt.
Al mateix poble de Massoteres s'origina el torrent que porta el nom del poble i marxa cap al nord-est. Se li ajunta al cap de poc amb el Torrent de Cornudella, i el Torrent de Massoteres marca una altra vall cap al Llobregós, al mig de la qual hi ha el poble de Talteüll, prop del qual, i procedent de ponent, encara rep la Mala Rasa. La vall del Torrent de Massoteres torna a ser bastant marcada, dins de les ondulacions generals del paisatge d'aquest tros de Segarra. Just al nord del terme hi ha el Tossal del Mas de Nadal, de 527 m. alt., també al límit del terme, que és, de fet, un contínuum amb el Serrat del Mig. En aquest lloc, el Torrent de Massoteres, a l'alçada de Talteüll, discorre entre els 400 i els 395 m. alt.
Talteüll és dalt d'un dels diversos turons que treuen el cap en aquesta orografia suau, però bastant accidentada. Es troba a 484 m. alt., però per tots costats, llevat del del sud, marca un desnivell notable sobre la vall que té a sota: un desnivell d'uns 25 metres en una inclinació força acusada. Al sud-est del poble, la serreta continua, dividint la vall del Torrent de Massoteres de la del de Palou, i assoleix els 510 al lloc conegut com la Serra del Pedró, perquè contenia el pedró des d'on antigament es beneïa el terme un cop a l'any, i els 498 al Tossal del Xe, tossal abocat directament a la vall del Llobregós.
Travessen el terme bàsicament dues carreteres: la LV-3113 (Guissona-Biosca), que passa per Massoteres i prop de Talteüll, de sud-oest a nord-est, i la LV-3114 (Massoteres-Palouet), de ponent a llevant. A més, però, hi ha diverses carreteres locals, i molts camins rurals, tant dins del terme, com enllaçant amb els pobles de l'entorn.

## Elements destacats del terme
A Massoteres, queda un portal de l'antic clos murat, que era fet per les mateixes cases del poble. L'església de Sant Salvador és neoclàssica (tombant del xviii al XIX), i té aproximadament la mateixa edat i origen que el creixement que experimentà el poble al llarg del segle xviii, en què es va formar el raval de davant de l'església parroquial. A dins del que seria el poble vell hi ha dues cases destacables: Can Soler i Cal Pintor. La primera té un portal adovellat i una llotgeta a la cantonada, i totes dues presenten elements heràldics a la façana. Un altre element destacable és la creu de terme, renaixentista.
Del Castell de Massoteres no en queda absolutament res. Està documentat ja el 1040, com a castell depenent de Talteüll, i la seva història va sempre lligada a aquell castell, que descriurem després.
Palou de Torà té orígens medievals, que es testimonien en el mateix traçat del poble i en els murs, portes i finestres de les cases que el formen. Tot i que prou transformada, l'església de Sant Jaume també té elements romànics, perfectament recognoscibles malgrat les reformes posteriors. Té un campanar d'espadanya senzill damunt de la façana de ponent.
Hi ha constància d'un altre castell, el de Palouet. Documentat el 1116 en el testament de Pere Ponç de Cervera, el 1257 era senyor del castell el mateix que a Talteüll, i la seva història a partir d'aquell moment és la mateixa que ja hem relatat. No se sap, ara per ara, del cert on era, però hom conjectura que es pot tractar de les velles estructures que formen la masia de Can Quadros, en el mateix nucli de Palouet, actualment convertida en casa de turisme rural.
L'element més antic de tot el terme, però, és el Castell de Talteüll, seu de la baronia que dominava tot l'actual terme municipal. Esmentat des del 1014, pertangué als Pinós: a principis del segle xiii consten Galceran de Pinós el Vell i Galceran de Pinós el Jove, pare i fill, com a senyors, i fins al 1377 s'hi mantingué aquella família. Aquell any Pere Galceran de Pinós el vengué a Arnau III d'Erill i de Pallars, vescomte de Pallars. Els Erill el traspassaren, ja al segle xv, als Camporrells, i continuà sota domini senyorial fins a la desamortització. És al bell mig del poble, coronant el turó on s'alça aquest, i és ben visible des de l'exterior. Està, però, molt malmès i no té l'interior accessible.
L'església de Sant Pere de Talteüll no és gaire més moderna: fou consagrada el 1077 i pertany al romànic de la primera època, amb influència llombarda. És de tres naus, amb capçalera triabsidal. En l'actualitat, el lloc que hauria d'ocupar l'absidiola sud és buida, i, en canvi, s'hi troba la porta d'accés actual al temple. La coberta de les naus i dels dos absis que subsisteixen és l'original romànica, basada en l'arc de mig punt (o rodó). També és de mig punt, amb dovelles, la porta d'entrada, però sense cap mena de dubte correspon a les successives reformes fetes a partir del segle xiv. Aquestes reformes cegaren la porta primitiva, que mirava al sud. De fet, a la base de l'actual sagristia es poden veure algunes estructures que pertanyen a l'obra primitiva, entre les quals hi deu haver les restes d'aquella porta original. Damunt de la sagristia hi ha un campanar d'espadanya de dos cossos, també fruit de les reformes que ha anat sofrint l'edifici. Cal destacar que és un temple destacat, dins del romànic, i mereix una visita acurada.
Tot el poble de Talteüll, a més, conserva aquell aire medieval que el feu possible, encara que la majoria de cases hagin estat reformades diverses vegades al llarg dels segles. El mateix traçat dels carrers, però, així ho evidencia. Es pot resseguir bona part de l'antic clos, format pel castell, les cases i la mateixa església, i en molts racons del poble es poden veure portes i finestres i elements diversos que ens remeten a aquella època.
El santuari de la Mare de Déu de Camp-real és un edifici de poc valor artístic. Construït molt a darreries del segle xvii, no té cap element que puguem destacar, fora del seu valor com a lloc de trobada del municipi, sobretot en èpoques anteriors a l'actual, tant per l'aplec que s'hi celebrava, com pel fet que a prop seu es reuní el consistori de Massoteres fins al 1929.
A part d'aquest santuari, l'única capella del terme és la de la Mare de Déu del Roser de Solibernat, pràcticament abandonada del tot.

## Demografia
| 1497 f | 1515 f | 1553 f | 1717 | 1787 | 1857 | 1877 | 1887 | 1900 | 1910 |
| ------ | ------ | ------ | ---- | ---- | ---- | ---- | ---- | ---- | ---- |
| 22     | 32     | 29     | 194  | 463  | 731  | 626  | 683  | 427  | 439  |

| 1920 | 1930 | 1940 | 1950 | 1960 | 1970 | 1981 | 1990 | 1992 | 1994 |
| ---- | ---- | ---- | ---- | ---- | ---- | ---- | ---- | ---- | ---- |
| 548  | 541  | 496  | 478  | 372  | 310  | 184  | 168  | 161  | 161  |

| 1996 | 1998 | 2000 | 2002 | 2004 | 2006 | 2008 | 2010 | 2012 | 2014 |
| ---- | ---- | ---- | ---- | ---- | ---- | ---- | ---- | ---- | ---- |
| 169  | 184  | 183  | 195  | 200  | 225  | 224  | 212  | 207  | 196  |

| 2016 | 2018 | 2020 | 2022 | 2024 | 2026 | 2028 | 2030 | 2032 | 2034 |
| ---- | ---- | ---- | ---- | ---- | ---- | ---- | ---- | ---- | ---- |
| 203  | 232  | 212  | 220  | 216  | -    | -    | -    | -    | -    |